# 시오야군

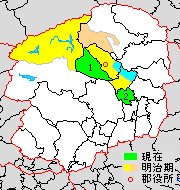
시오야 군의 위치

시오야군(일본어: 塩谷郡, しおやぐん)은 일본 도치기현에 있는 군이다.
인구 37,676명, 면적 246.93km², 인구밀도 153명/km².(2025년 3월 1일, 추계인구)
이하 2정으로 구성된다.
- 시오야정(塩谷町)
- 다카네자와정(高根沢町)

## 군역
위의 2정 외에 1878년 행정 구역으로 출범 당시의 군역은 현재의 행정 구역으로 대체로 아래 구역에 해당한다.
- 야이타시(일부)
- 닛코시(일부)
- 나스시오바라시(일부)
- 사쿠라시(일부)

야이타시와 사쿠라시에서 제외된 지역은 후에 나스군에서 편입된 곳이다. 그 밖에도 나스군과 경계 변경이 이루어졌다.

## 역사
- 1889년

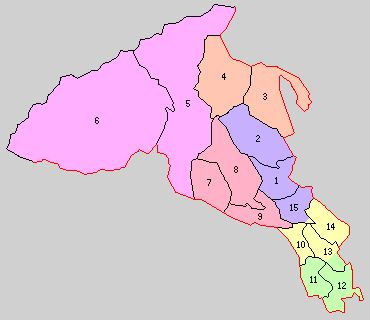
1.야이타촌 2.이즈미촌 3.호키네촌 4.시오바라촌 5.후지하라촌 6.구리야마촌 7.후뉴촌 8.다마뉴촌 9.오미야촌 10.우지이에정 11.아쿠쓰촌 12.기타타카네자와촌 13.니타촌 14.기쓰레가와정 15.가타오카촌 (보라:아이타시 분홍:닛코시 등색:나스시오바라시 노랑:사쿠라시 빨강:시오야정 녹색:다카네자와정)

  - 4월 1일 - 정촌제 시행으로, 以下の町村이 발족.(2정 13촌)
    - 야이타촌(矢板村): 현 야이타시
    - 이즈미촌(泉村): 현 야이타시
    - 호키네촌(箒根村): 현 나스시오바라시
    - 시오바라촌(塩原村): 현 나스시오바라시
    - 후지하라촌(藤原村): 현 닛코시
    - 구리야마촌(栗山村): 현 닛코시
    - 후뉴촌(船生村): 현 시오야정
    - 다마뉴촌(玉生村): 현 시오야정
    - 오미야촌(大宮村): 현 시오야정
    - 우지이에정(氏家町): 현 사쿠라시
    - 아쿠쓰촌(阿久津村): 현 다카네자와정
    - 기타타카네자와촌(北高根沢村): 현 다카네자와정
    - 니타촌(熟田村): 현 사쿠라시, 다카네자와정
    - 기쓰레가와정(喜連川町): 현 사쿠라시
    - 가타오카촌(片岡村): 현 야이타시, 사쿠라시
- 1893년 3월 18일 - 후지하라촌의 일부가 분리되어 미요리촌(三依村)이 발족.(2정 14촌)
- 1895년 6월 25일 - 야이타촌이 정제 시행으로 야이타정(矢板町)이 됨.(3정 13촌)
- 1919년 8월 1일 - 시오바라촌이 정제 시행으로 시오바라정(塩原町)이 됨.(4정 12촌)
- 1935년 5월 5일 - 후지하라촌이 정제 시행으로 후지하라정(藤原町)이 됨.(5정 11촌)
- 1953년4월 1일 - 아쿠쓰촌이 정제 시행으로 아쿠쓰정(阿久津町)이 됨.(6정 10촌)
- 1954년
  - 3월 31일 - 니타촌의 일부가 우지이에정, 잔여부가 기타타카네자와촌에 분할 편입.(6정 9촌)
  - 12월 31일 - 야이타정이 나스군 노자키촌의 일부를 편입.
- 1955년
  - 1월 1일 - 야이타정·이즈미촌·가타오카촌이 합병, 새로이 야이타정이 발족.(6정 7촌)
  - 4월 1일
    - 기쓰레가와정이 나스군 가미에가와촌과 합병, 새로이 기쓰레가와정이 발족.
    - 야이타정의 일부가 우지이에정에 편입.

  - 5월 5일 - 미요리촌이 후지하라정에 편입.(6정 6촌)
- 1956년 9월 1일 - 시오바라정·호키네촌이 합병, 새로이 시오바라정이 발족. 나스군 니시나스노정과의 경계를 변경.(6정 5촌)
- 1957년 3월 31일 - 후뉴촌·다마뉴촌·오미야촌이 합병하여 시요야촌(塩谷村)이 발족.(6정 3촌)
- 1958년
  - 4월 1일 - 아쿠쓰정·기타타카네자와촌이 합병하여 다카네자와정(高根沢町)이 발족.(6정 2촌)
  - 11월 1일 - 야이타정이 시제 시행으로 야이타시(矢板市)가 되어, 군에서 이탈.(5정 2촌)
- 1959년 3월 31일 - 다카네자와정의 일부가 우지이에정에 편입.
- 1965년 2월 11일 - 시오야촌이 정제 시행으로 시오야정(塩谷町)이 됨.(6정 1촌)
- 1982년 4월 1일 - 시오바라정의 소속이 나스군으로 변경. 군에서 이탈.(5정 1촌)
- 2005년 3월 28일 - 우지이에정·기쓰레가와정이 합병하여 사쿠라시(さくら市)가 발족, 군에서 이탈.(3정 1촌)
- 2006년 3월 20일 - 후지하라정·구리야마촌이 이마이치시·닛코시 및 가미쓰가군 아시오정과 합병, 새로이 닛코시(日光市)が発足, 郡より離脱.(2町)